# План Селдона
План Селдона — план вигаданого Айзеком Азімовим вченого-психоісторика Гарі Селдона щодо подальшої долі людства.
У далекому майбутньому 25 мільйонів світів складали Галактичну імперію, яка процвітала протягом останніх 12 тисяч років. У цей час найбільшого розквіту імперії знайшовся математик (згодом психоісторик) Гарі Селдон, що на основі створеної ним науки психоісторії передбачив близький крах імперії, після якого мало настати 30 тисяч років хаосу і варварства перш, ніж заснується Друга галактична імперія. Врятувати першу не було можливості, але можна зменшити період варварства до 1 тисячі років.
З цією метою Гарі Селдон, під приводом збереження Галактичної енциклопедії послав групу вчених різних профілів (окрім психоісториків) на планету Термінус, щоб створити там острівець природничих наук (насамперед фізики), виключивши при цьому всі психологічні науки, розвиток яких міг згодом зруйнувати План. Так було створено Першу Фундацію. Згодом, після багатьох криз, ця планета стала головувати у своєму секторі.
Однак залишалася ще й Друга Фундація, організована з менталістів-психоісториків, які направляли та коригували історичний поступ Першої Фундації.